# Митчелл, Саймон
Саймон Митчелл (род. 1958) — новозеландский врач, специализирующийся на профилактике и лечении профессиональных заболеваний, гипербарической медицине и анестезиологии. , Митчелл получил медицинское образование, ему была присвоена ученая степень доктора наук за работу по нейропротекции от эмболического повреждения головного мозга. Митчелл опубликовал более 45 исследовательских и обзорных научных статей. Митчелл — и писатель и увлекающийся технический дайвер. Он также написал две главы в последнем издании Беннета и Эллиотта «Физиология и медицина дайвинга»,вместе с Джоном Липпманном является соавтором учебника по дайвингу «Deeper Into Diving»  и соавтором с Майклом Беннеттом главы о дайвинге и гипербарической медицине в «Principles of Internal Medicine» Харрисона.

## Автобиография
Митчелл получил степень бакалавра в области биологии в 1988 году, а затем степень бакалавра в медицине и бакалавра по хирургии в 1990 году в Оклендском университете. В 1995 году получен диплом по дайвингу и гипербарической медицине.  В 2001 году он получил диплом по профилактике и лечении профессиональных заболеваний от Южно-Тихоокеанского общества подводной медицины. В этом же году Митчеллу была присвоена учёная  степень по медицинским наукам. В 2003 году Митчелл получил сертификат Австралийско-Новозеландского колледжа анестезиологов по дайвингу и гипербарической медицине  и стал в 2008 году членом Австрало-новозеландского колледжа анестезиологов. В настоящее время он является доцентом кафедры анестезиологии и заведующим кафедрой анестезиологии Оклендского университета.
Митчелл сначала был вице-президентом Общества подводной и гипербарической медицины, а в настоящее время является председателем комитета по дайвингу. В 2006 году он стал членом Клуба исследователей Нью-Йорка 
Митчелл имеет двойное гражданство Австралии и Новой Зеландии. Он живёт в Окленде, Новая Зеландия, со своей женой Сиан.
В 2010 году Митчелл был награждён премией Альберта Р. Бенке от Общества подводной и гипербарической медицины за выдающийся научный вклад
23 августа 2017 года Митчелл прочитал свою первую лекцию в качестве профессора  в кампусе Графтон, Окленд, Новая Зеландия.

## Дайвинг
Митчелл начал заниматься дайвингом в 1972 году. Его погружения в основном предполагают использование ребризерной технологии для исследования затонувших кораблей на экстремальных глубинах.
Митчелл был участником «Сиднейского проекта» в 2004 году и обнаружил буквы U, M и E, которые помогли точно идентифицировать SS Cumberland.  В 2007 году Митчелл и Пит Месли отвечали за идентификацию порта Кембла, включая поиск корабельного колокола. Митчелл попытался восстановить двигатель вертолёта Robinson 22 в условиях плохой подводной видимости озера Ванака для  Комиссии по расследованию транспортных происшествий в расследовании смерти Моргана Сакстона.

### Корабль-госпиталь"Кентавр"
AHS Centaur — корабль-госпиталь, который был атакован и потоплен японской подводной лодкой у побережья Квинсленда, Австралия, 14 мая 1943 года. Из 332 находившихся на борту медицинского персонала и гражданского экипажа 268 погибли. После Второй мировой войны несколько поисков в водах вокруг островов Северный Стрэдброк и Мортон не смогли выявить местонахождение Кентавра. Считалось, что она затонула у края континентального шельфа, на такой глубине, на которой Королевский флот Австралии не имел и до сих пор не имеет возможности исследовать суда размером как «Кентавр ».
В 1995 году было объявлено, что затонувший «Кентавр» находился в 17 км (9 морских миль) от маяка на острове Мортон, на значительном расстоянии от  предполагаемого последнего положения судна. О находке сообщалось на канале A Current Affair, во время которого были сняты кадры кораблекрушенияна глубине170 метров (560 футов). Первооткрыватель Дональд Деннис заявил, что личность затонувшего корабля была подтверждена вооружёнными силами, Морским музеем Квинсленда и Австралийским военным мемориалом. Быстрый поиск военных подтвердил, что в данном месте произошло кораблекрушение, было оформлено военное захоронение и добавлено на навигационные карты Австралийской гидрографической службы.
В течение следующих восьми лет росло сомнение в местонахождении затонувшего судна. Тревор Джексон и Саймон Митчелл выполнили четырёхчасовое рекордного погружение на это место 14 мая 2002 года. Они исследовали затонувший корабль и провели измерения, заявив, что корабль был слишком мал, чтобы быть «Кентавром». Джексон какое-то время изучал «Кентавра» и полагал, что на самом деле затонувший корабль слишком мал (55 метров), чтобы быть «Кентавром». Был предложено, что это грузовой корабль Kyogle, купленный Королевскими ВВС Австралии и затонувший во время тренировок по бомбардировке 12 мая 1951 года Факты, собранные во время погружения, оказались неубедительными, но дайверы остались непреклонны, и передали эту информацию Нику Гринуэю, продюсеру новостного шоу «60 минут».
К 60-й годовщине затопления в программе «60 минут» была опубликована статья, демонстрирующая, что затонувший корабль не был «Кентавр». Выяснилось, что в Морском музее Квинсленда не смотрели видеозапись обследования судна и когда её показали выяснилось, что затонувший корабль не мог быть «Кентавром», поскольку руль имел неправильную форму. После этой и других историй, опубликованных примерно в то же время в газетах, вооружённые силы направили три корабля на два месяца для проверки этого места. Названия направленных кораблей: Hawkesbury, Melville и Yarra. Затем, в бюллетень была внесена поправка и Гидрографическое управление начало удалять отметки с карт.
В апреле 2008 года, после успешного открытия HMAS Sydney, несколько сторон начали призывать к целенаправленному поиску Кентавра. К концу 2008 года федеральное правительство Австралии и правительство штата Квинсленд сформировали совместный комитет и вложили по 2 миллиона долларов каждое на поиски и к февралю 2009 года тендер на проект был поддержан.

## Награды
- Премия DAN/Rolex «Дайвер года 2015»
- ЕВРОТЕК.2014 Премия Discover
- Премия UHMS Альберта Р. Бенке

В 2015 году Митчелл был награжден премией «Браво» от организации « Новозеландские скептики » за опровержение утверждений в статье The New Zealand Herald о гипербарической машине под названием «Надежда витает в воздухе: барокамеры  –    настоящая находка или  дает эффект плацебо?».